# Dębowiec (województwo podkarpackie)
Dębowiec – wieś w Polsce, znajdująca się na Pogórzu Jasielskim, administracyjnie położona w województwie podkarpackim, w powiecie jasielskim, w gminie Dębowiec. Dawniej miasto; uzyskał lokację miejską przed 1349 rokiem, zdegradowany w 1896 roku.
W latach 1954–1972 wieś należała i była siedzibą władz gromady Dębowiec. W latach 1975–1998 miejscowość administracyjnie należała do województwa krośnieńskiego.
| SIMC    | Nazwa       | Rodzaj    |
| ------- | ----------- | --------- |
| 0348140 | Brody       | część wsi |
| 0348157 | Dąbrówka    | część wsi |
| 0348186 | Kopaniny    | część wsi |
| 0348163 | Pod Bajdami | część wsi |
| 0348170 | Syzma       | część wsi |

## Historia
Na przełomie XI i XII wieku istniała w Dębowcu osada typu wiejskiego. W XIII wieku Dębowiec był już prawdopodobnie miastem królewskim na prawie polskim.

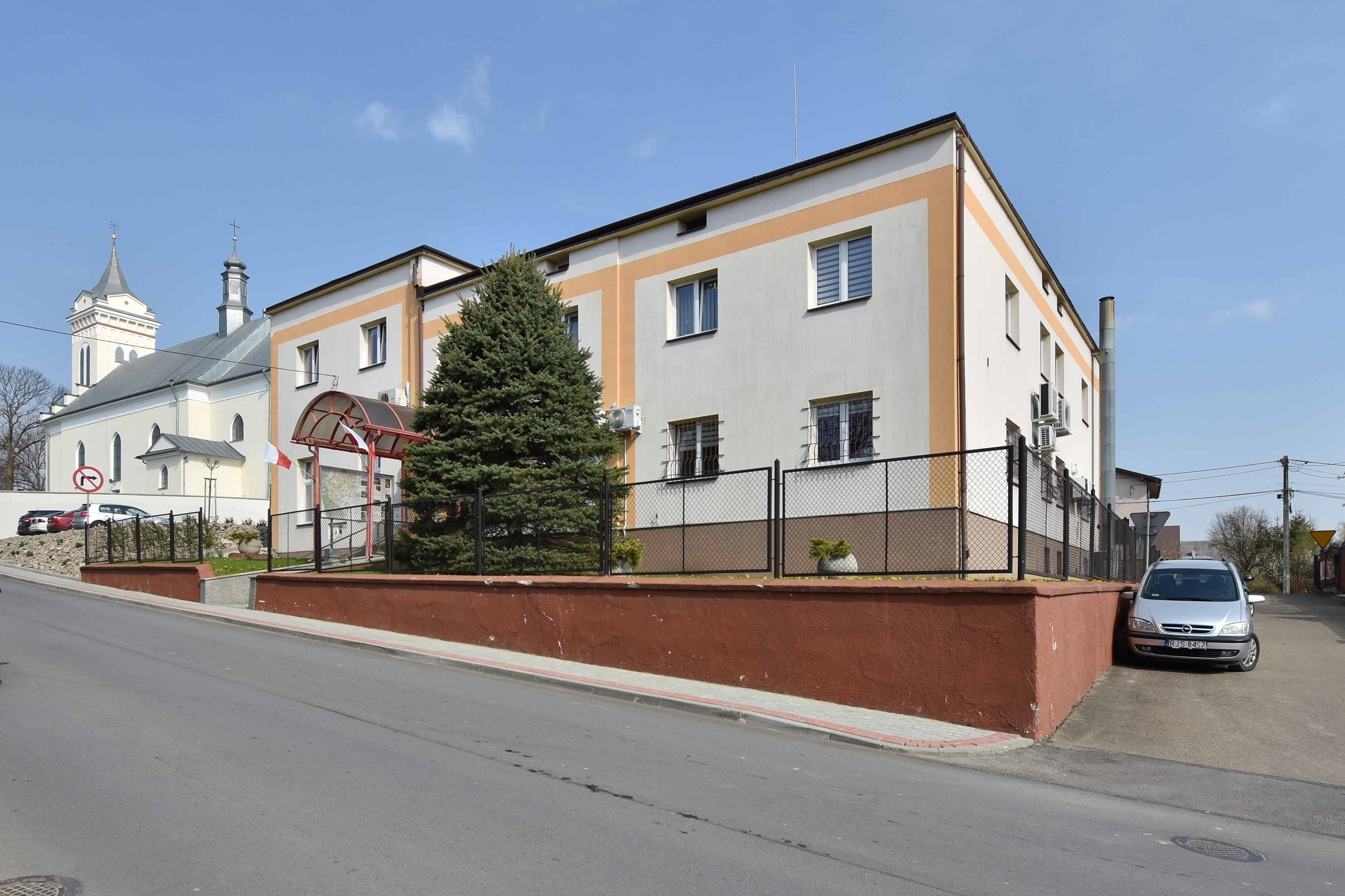
Urząd Gminy
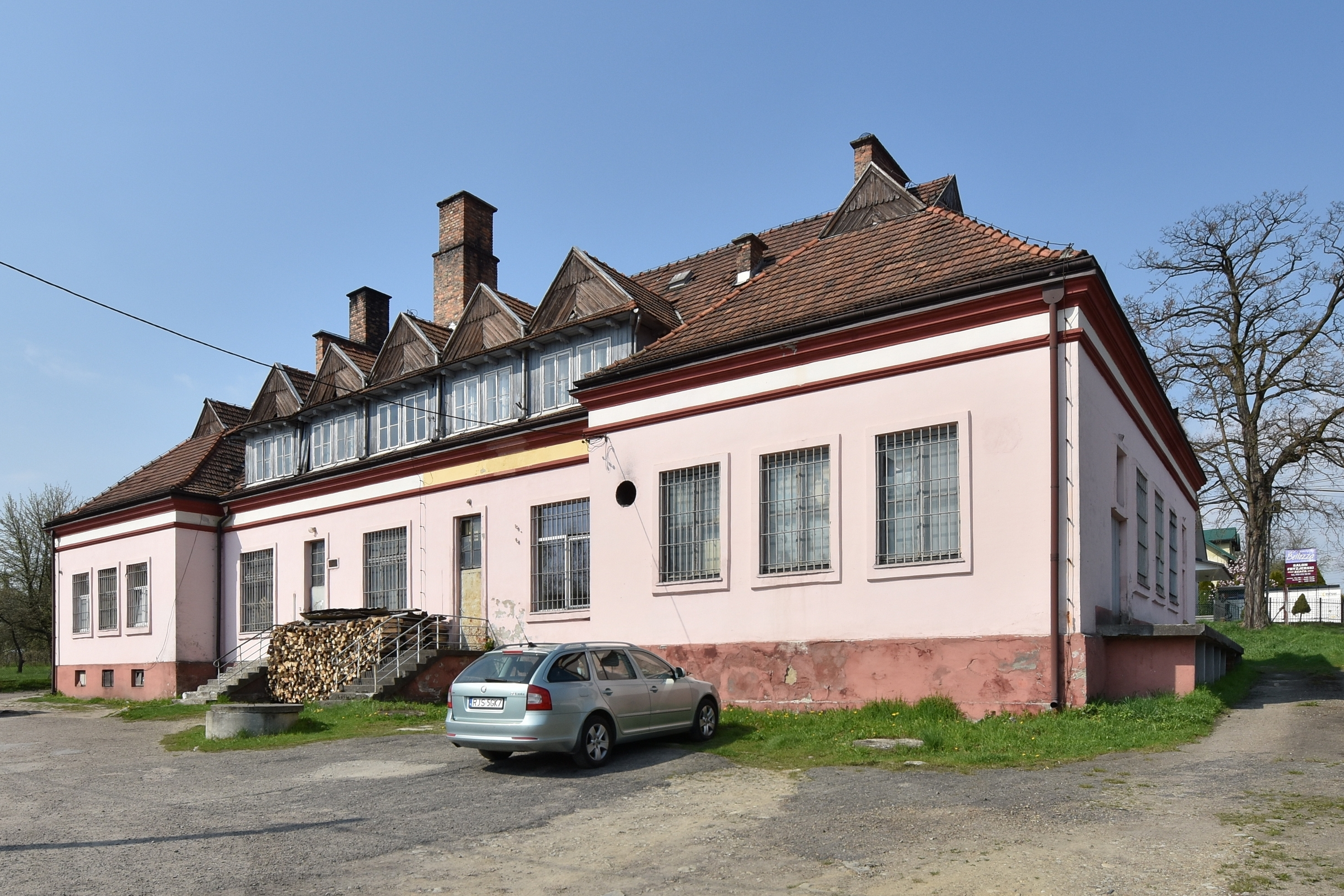
Piekarnia
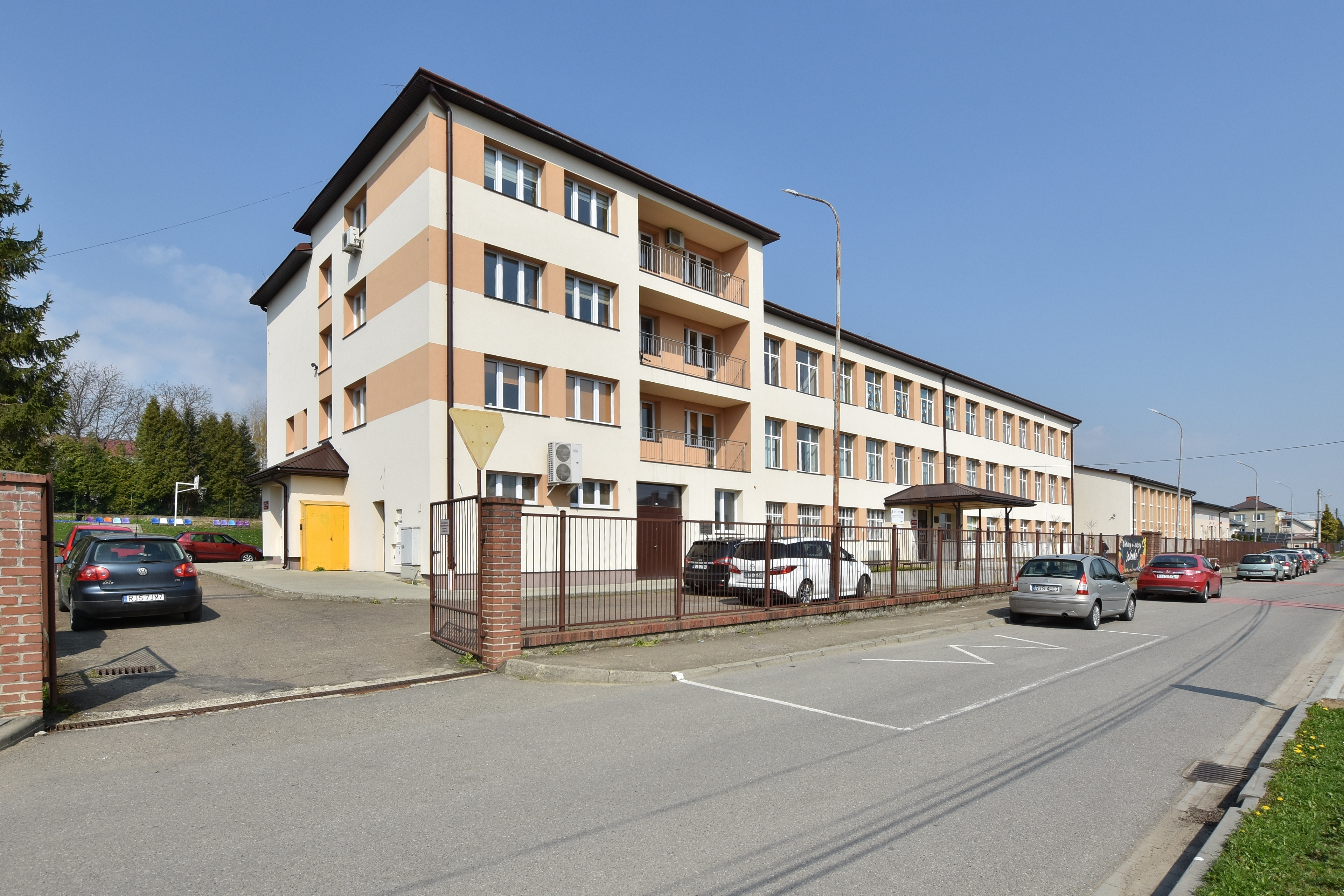
Szkoła

15 sierpnia 1349 roku król Kazimierz Wielki aktem lokacyjnym przeniósł Dębowiec jako miasto królewskie z prawa polskiego na prawo magdeburskie. Pierwszym wójtem dziedzicznym mianował król Mikołaja z Bakowa.
Z miejscowością związany był [jak?] Marcin z Wrocimowic (ur. w ? -zm. 1442) – polski rycerz herbu Półkozic, starosta łowicki. Jako chorąży krakowski wziął udział w bitwie pod Grunwaldem, gdzie niósł do boju naczelną chorągiew polską.
Jako komisarz królewski Marcin badał m.in. stosunki własnościowe na przedmieściach Krosna. Był posłem Władysława Jagiełły do papieża. Osiedlił się w Krośnieńskiem. W 1430 roku został właścicielem Dębowca. Miał syna o tym samym imieniu, podpisującego się również z Wrocimowic, a czasem – z Dębowca. Marcin z Dębowca jako młody rycerz z otoczenia króla Władysława Warneńczyka wybrał się z drużyną z Dębowca pod Warnę. Pod koniec bitwy pod Warną w 1444 roku dostał się do niewoli tureckiej, w której przebywał ok. 20 lat. Po powrocie z niewoli król Kazimierz Jagiellończyk nadał mu godność pisarza generalnego ziemi krakowskiej, a potem stolnika krakowskiego. Zmarł zapewne w swoich posiadłościach w Dębowcu w 1502 roku. Miał dwóch synów: Piotra i Jana, którzy pisali się z Dębowca oraz córkę Zofię, żonę Jana Rożena z Kęsnej.

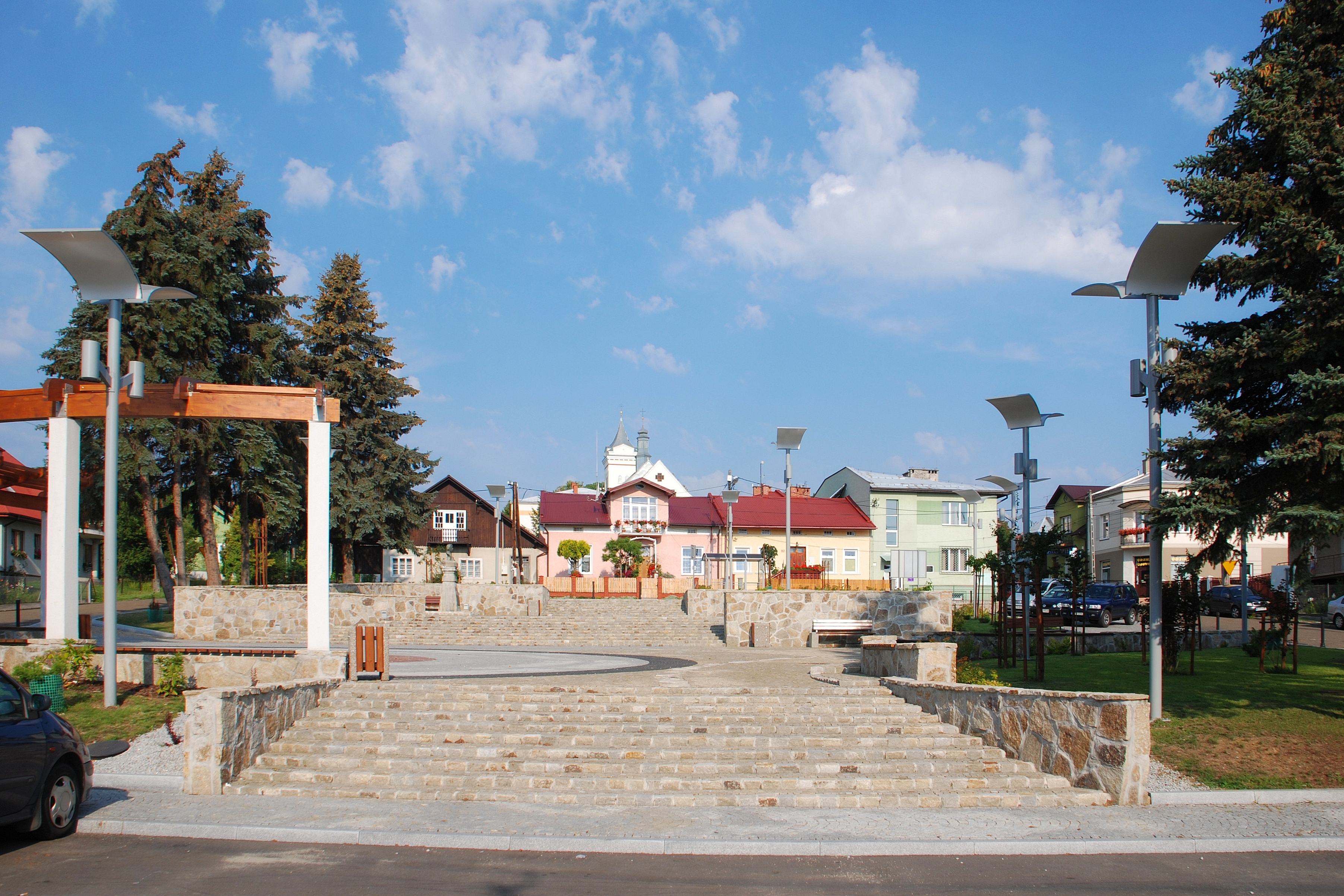
Rynek
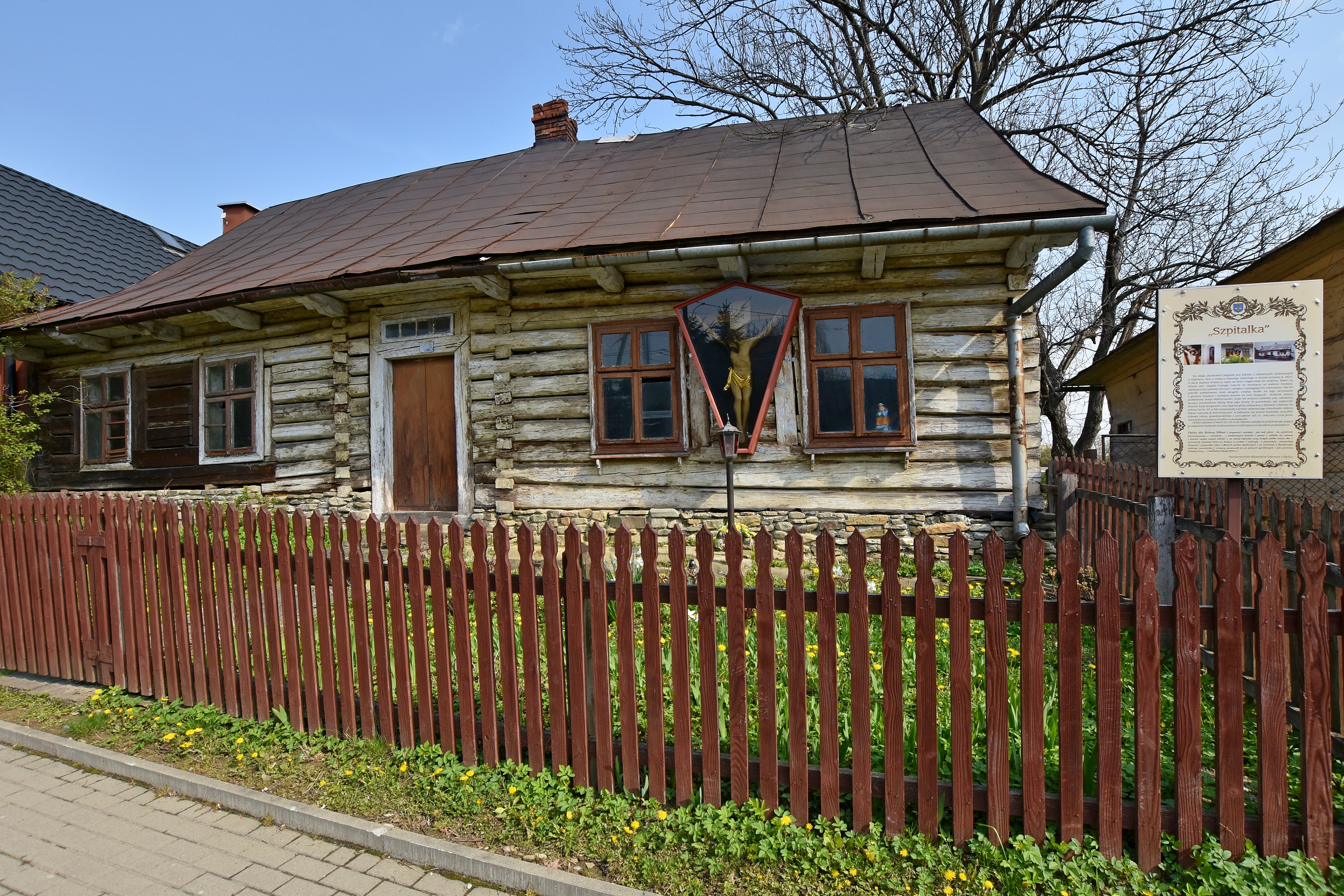
Zabytkowa "Szpitalka"
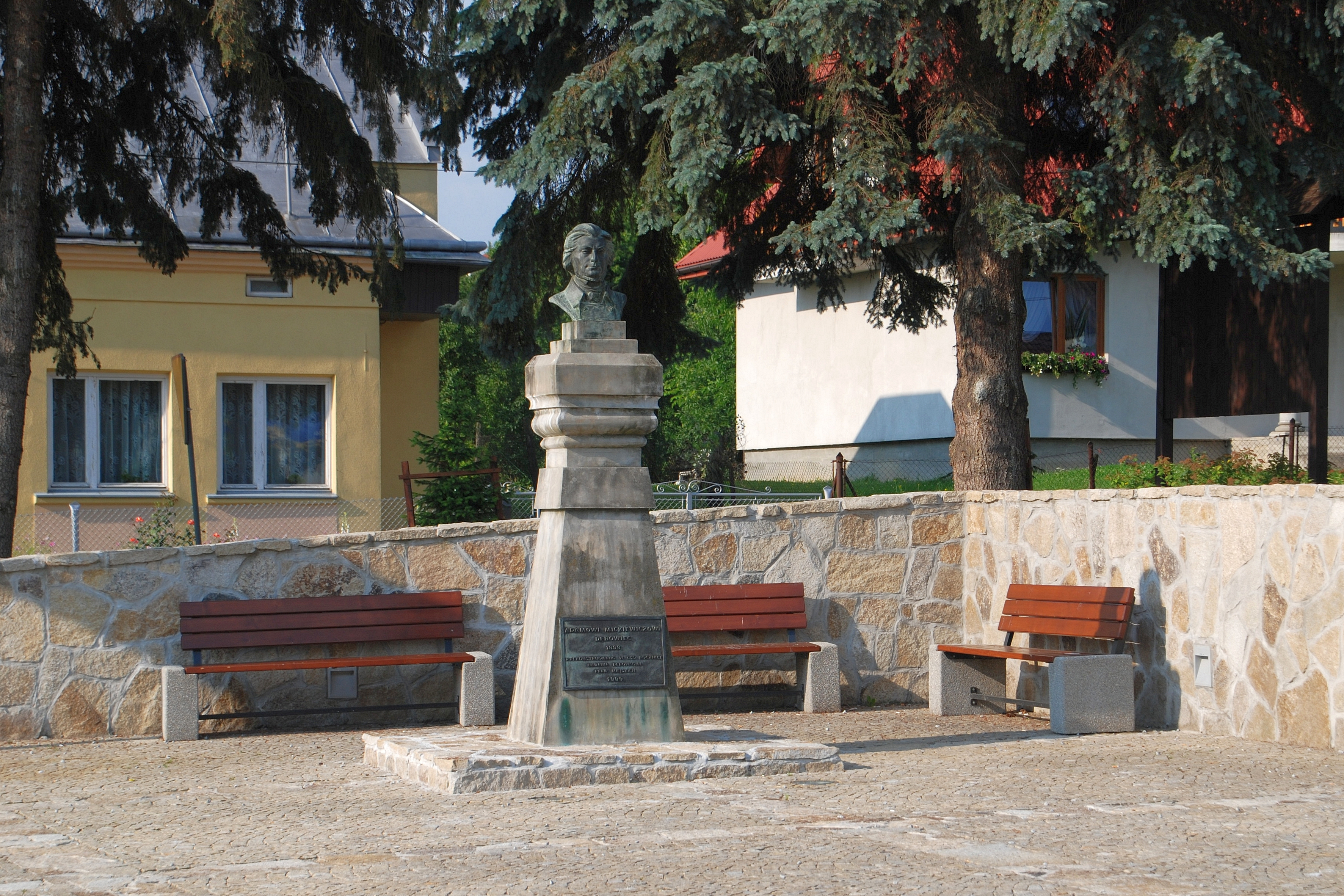
Pomnik Mickiewicza

W 1605 roku orszak weselny Maryny Mniszech, (po zawartym, z przebywającym wtedy w Moskwie carem Dymitrem Samozwańcem, ślubie per procura - w Krakowie 22 września 1605 roku), zatrzymał się w Dębowcu, gdzie przebywała matka carowej.
Pan Jordan Hermolaus przywiózł do Samoklęsk porwaną z rodzinnego Dębowca w 1629 roku pannę Eufrozynę Mniszchównę, córkę wojewody sandomierskiego Jerzego Mniszcha, siostrę Maryny, carycy moskiewskiej. Ponieważ porwana nie zapomniała wziąć ze sobą srebra i garderoby, przeto sąd na skargę rodziny skazał ją za pomoc w porwaniu, na utratę połowy posagu.
W latach 1768–1772 toczyli tu walki Konfederaci barscy. 20 lipca 1777 roku starosta dębowiecki hr. Maksymilian Zborowski herbu Jastrzębiec wykupił dobra dębowieckie od rządu austriackiego. Dębowiec stał się miastem prywatnym. Ewaryst Andrzej Kuropatnicki w wydanym po raz pierwszy w 1786 r. dziełku pt. „Geografia (...) Galicyi i Lodomeryi” tak pisał o Dębowcu: Miasto fabryką wielką rąbków, których w różne strony, osobliwie dla żydówek, z górą trzydzieści tysięcy sztuk wychodzi, także fabryką ale mizerną pieców [sławne]. Od dziedzica miejsca Maxymiliana Zborowskiego, kawalera orderu ś. Stanisława, pałacem nowo murowanym, ogrodem, oranżeryą, zwierzyńcem ozdobne, a prospektem od natury uszczęśliwione. Są tu w kilku miejscach na gruncie tego państwa wody mineralne.
W rękach rodziny Zborowskich Dębowiec pozostał do 1861 roku, kiedy to majątek nabył Józef Zubrzycki. Potem kolejno właścicielami Dębowca byli w 1871 roku Antoni Zubrzycki, w 1875 Mieczysław Jordan Stojowski i w 1876 hr. Florian Ziemiałkowski, którego żona Helena doprowadziła do pierwszej w Galicji parcelacji całego majątku. Ostatnią jego część, park z dworem o powierzchni 3,88 ha zakupili 13 sierpnia 1910 roku Saletyni.
W Dębowcu znajduje się klasztor Saletynów i Sanktuarium Matki Bożej Saletyńskiej.

## Zabytki
Obiekty wpisane do rejestru zabytków nieruchomych województwa podkarpackiego.
- Kościół parafialny pw. św. Bartłomieja Apostoła z lat 1838–1848;
- dom nr 91 (d. 202) z 1 poł. XIX wieku;
- dom, tzw. Dom Ubogich nr 93 z 1876 roku.

## Osoby związane z miejscowością
- Zygmunt Męski – proboszcz parafii św. Bartłomieja Apostoła do 1923 roku oraz zasłużony działacz społeczny w Dębowcu[11].
- Stanisław Pawłowski – polski geograf, rektor Uniwersytetu Poznańskiego, członek PAU.
- Lucyna Smok – polska malarka, nauczycielka i działaczka społeczna (pochodząca z Dębowca i z nim związana[12])

## Religia
W miejscowości ma swoją siedzibę parafia św. Bartłomieja Apostoła, należąca do dekanatu Dębowiec, diecezji rzeszowskiej. W Dębowcu znajduje się Sanktuarium Matki Bożej Saletyńskiej.

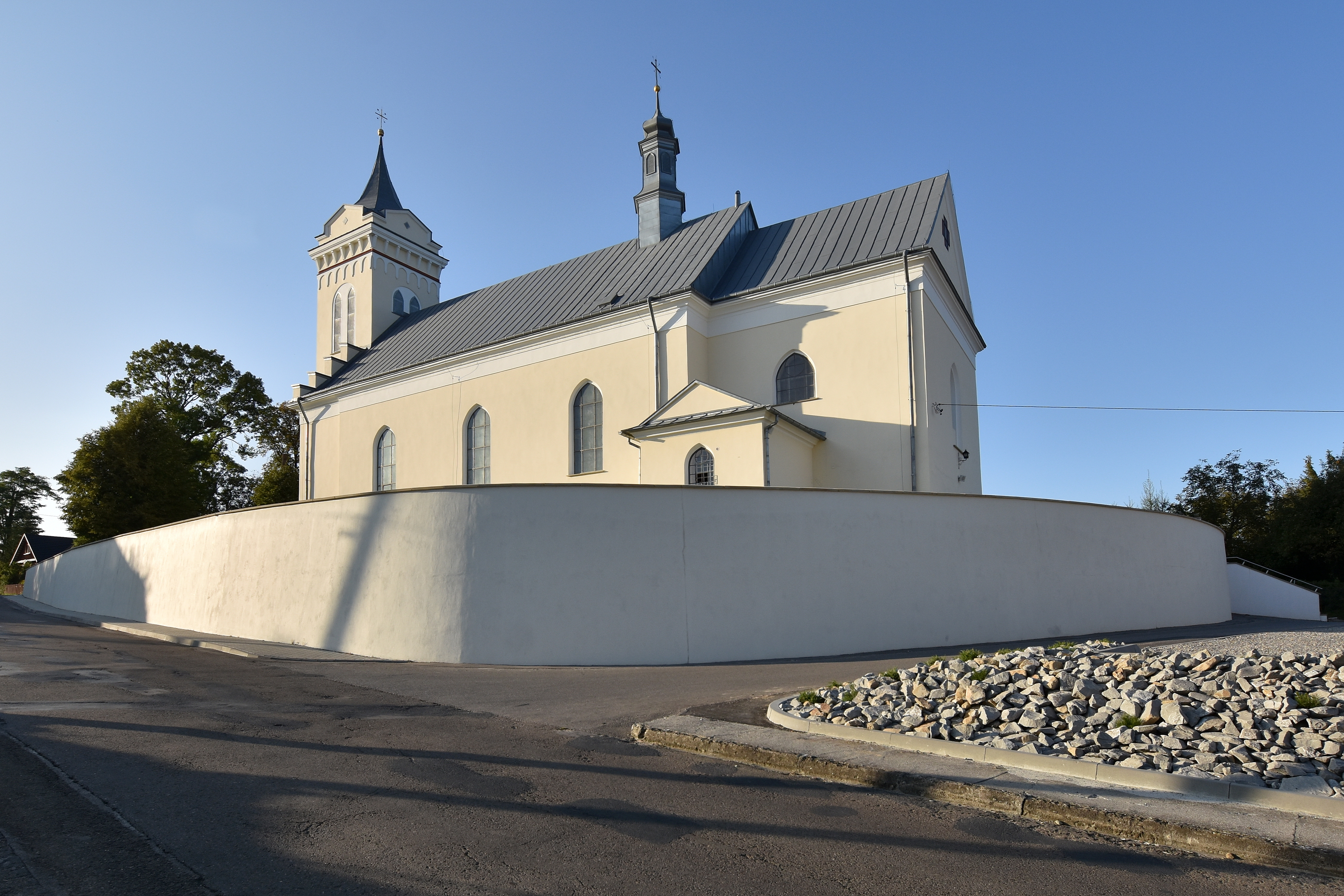
Kościół parafialny św. Bartłomieja
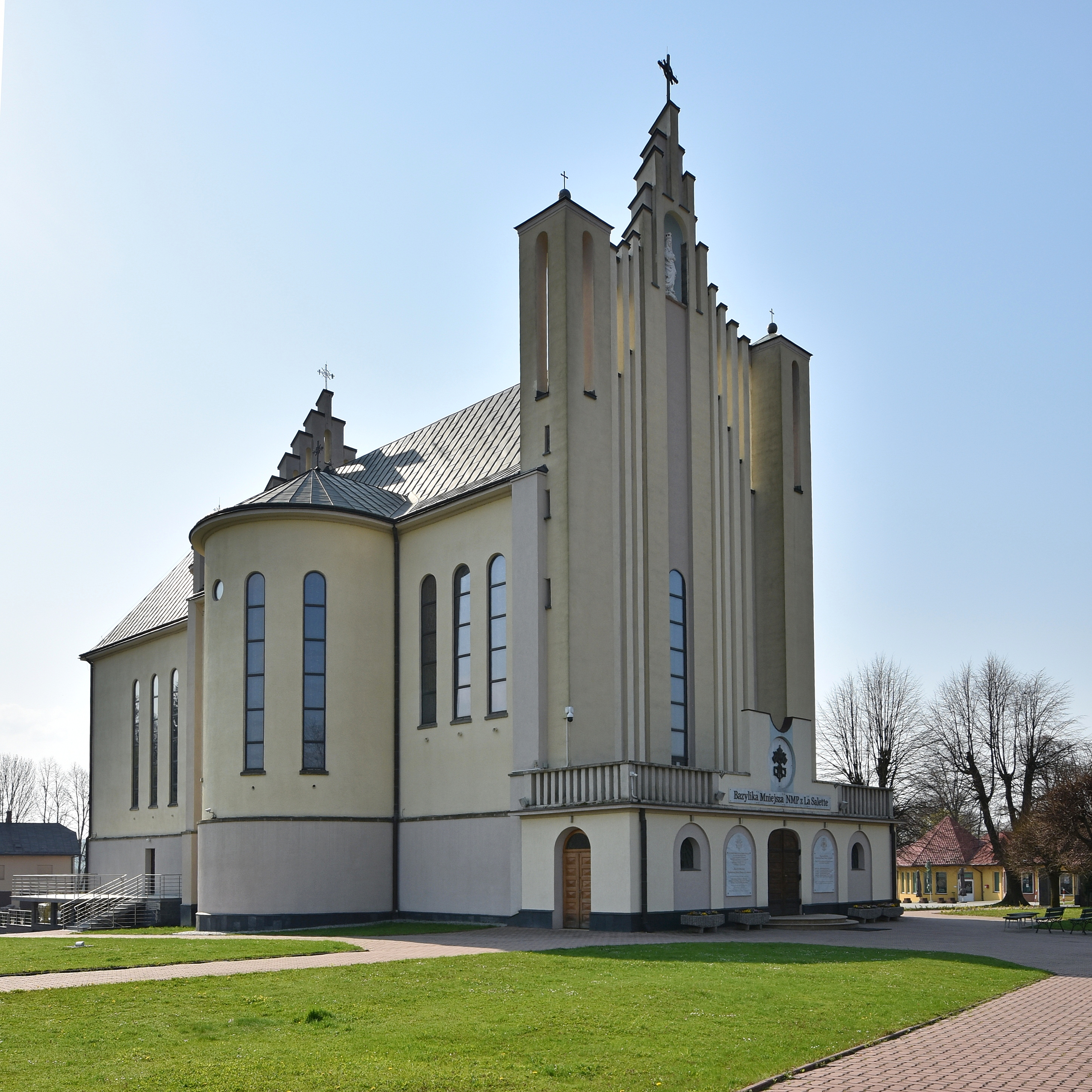
Sanktuarium Matki Bożej Saletyńskiej
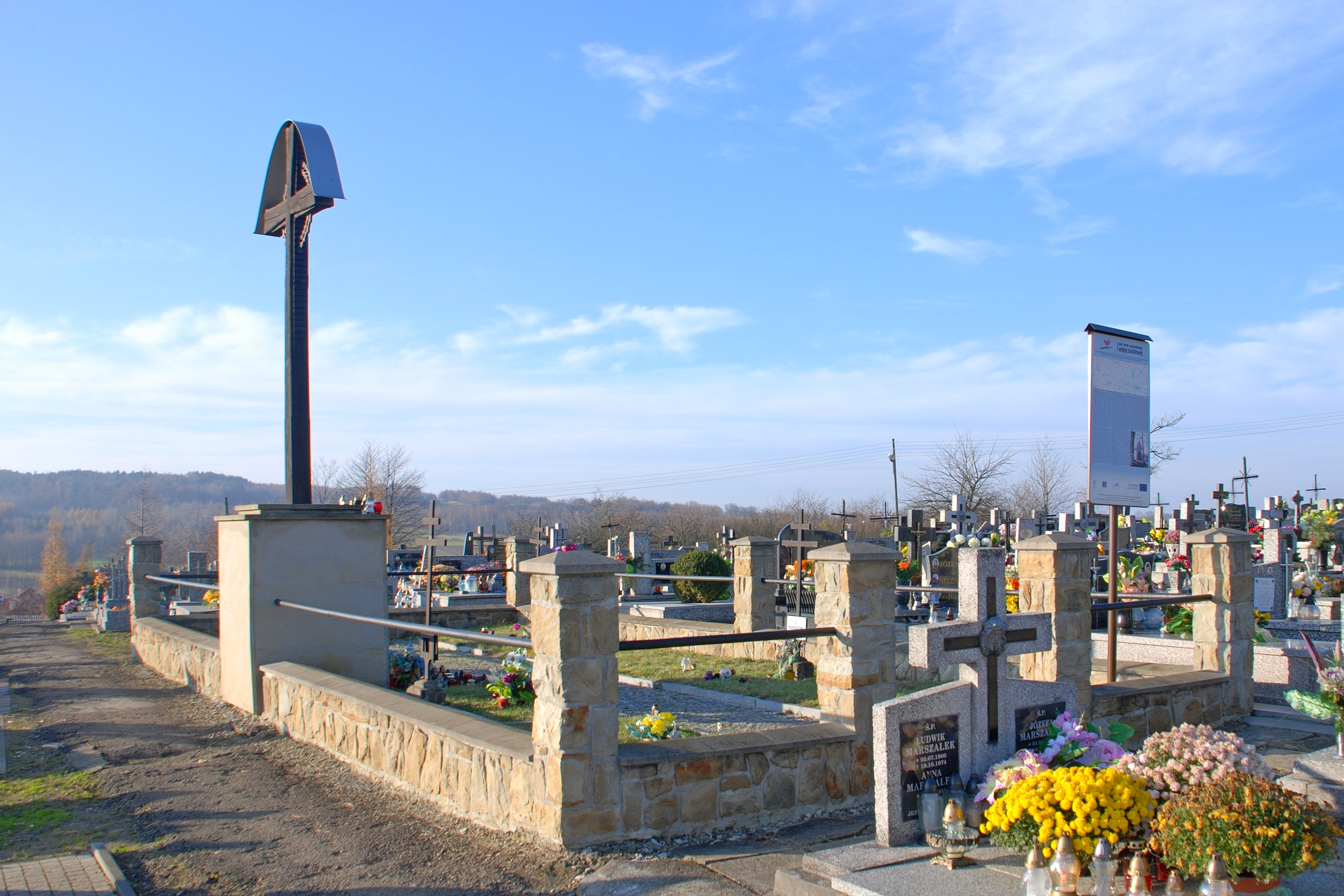
Cmentarz wojenny nr 18